# Zhou Jincan
Zhou Jincan (chinesisch 周金灿, * 1961) ist ein ehemaliger chinesischer Badmintonspieler, der später für die USA startete.

## Karriere
Durch den Sieg im Thomas Cup 1986 wurde Zhou Jincan mit dem chinesischen Team Mannschaftsweltmeister. 1987 war Zhou Jincan bei den China Open im Mixed mit Lin Ying erfolgreich. In der Saison 1988/1989 gewann  er die Internationalen Meisterschaften von Belgien im Herrendoppel mit Zhang Qiang. Beim World Badminton Grand Prix 1987 wurden beide Zweite.

## Sportliche Erfolge
| Saison    | Veranstaltung              | Disziplin    | Platz | Name                      |
| --------- | -------------------------- | ------------ | ----- | ------------------------- |
| 1986      | Thomas Cup                 | Team         | 1     | China                     |
| 1987      | China Open                 | Mixed        | 1     | Zhou Jincan / Lin Ying    |
| 1987      | World Badminton Grand Prix | Herrendoppel | 2     | Zhang Qiang / Zhou Jincan |
| 1988/1989 | Belgian International      | Herrendoppel | 1     | Zhang Qiang / Zhou Jincan |